# Society for Promoting Christian Knowledge
Die Society for Promoting Christian Knowledge (SPCK; Gesellschaft für Verbreitung christlicher Bildung) ist eine der frühesten europäischen Missionsgesellschaften. Diese anglikanische Organisation wurde 1698 in London gegründet und ist noch heute aktiv in der Produktion und Verbreitung christlicher Literatur weltweit.

## Geschichte
1698 gründeten Humphrey Mackworth, Colonel Maynard Colchester, Lord Guilford, John Hooke und der anglikanische Geistliche Thomas Bray die SPCK in London. Da die SPCK in Schottland nicht tätig wurde, wurde 1709 die eigenständige Scottish Society for the Propagation of Christian Knowledge ins Leben gerufen. Die SPCK hatte zum Ziel, Schulen in den englischen Städten und Bibliotheken in den amerikanischen Kolonien und in Gefängnissen zu errichten, christliche Bücher mit anglikanischer Lehre zu verteilen, Witwen und Waisen von Geistlichen zu unterstützen und junge Leute in Indien im christlichen Glauben zu unterweisen. Mit ihrer europäischen Ausstrahlung war sie für den Pietismus eine zentrale Institution, denn sie verband die Einrichtungen des August Hermann Francke in Halle mit den Missionfeldern in Nordamerika (Georgia, Kalifornien) und in Indien (Tranquebar). Als Leiter erlangten die Geistlichen Anton Wilhelm Böhme und Friedrich Michael Ziegenhagen (1694–1776) eine große Bedeutung. 
Nach der Vertreibung der Salzburger Protestanten (1731) engagierte sich die SPCK bei ihrer Versorgung während der Flucht und betrieb die Errichtung einer Siedlung in Ebenezer, die nordwestlich von Savannah in Georgia liegt. 
2012 gab die SPCK die letzten eigenen Buchhandlungen auf. 2015 übernahm SPCK Intervarsity Press und wurde in England zum größten christlichen Verlagshaus, das 500.000 Bücher in 88 verschiedenen Sprachen pro Jahr druckte. Diese wurden in 200 Ländern vertrieben. Während der Heimmarkt in den letzten Jahren rückläufig war, stiegen die Aktivitäten in der Dritten Welt. So werden auch afrikanische Theologen unterstützt, damit sie ihre Werke publizieren können. Die bekanntesten Bücher stammten bislang von den Autoren C. S. Lewis, John Stott und Nicholas Thomas Wright. Von Wright will sie alle Rechte übernehmen.